# Битка за Ургу
Битка за Ургу била је битка за обнову независности Монголије. Од 1. до 4. фебруара 1921. године, војска Унгерна поразила је бројчано надмоћнији кинески гарнизон и затим ослободила Монголију од кинеске окупације.

## Позадина
У јулу 1919. године, кинеске трупе под командом генерала Сју Шуџенга окупирале су Ургу, престоницу Монголије, која је била прогласила независност од Кине. Аутономија каната је укинута, монголска национална влада је распуштена, а сам Богдо Кан стављен је у кућни притвор.
У јесен 1920. године, Азијатска коњичка дивизија генерала Унгерн-Штернберга, потиснута од стране Црвене армије, ушла је у Монголију из Даурије. Унгерн, не добивши дозволу од Кинеза да маршира ка Троицкосавску, одлучио је да одмах изврши напад. Први неуспешан јуриш догодио се између 26–27. октобра и 1–4. новембра 1920. године, када је кинески гарнизон, преузевши иницијативу од нападача и искористивши значајну бројчану надмоћ и бољу материјалну подршку, успео да разбије дивизију која се повукла ка реци Терелјиин Гол у горњем току Туула, а затим ка Керулену. Унгерн, међутим, није одустао од плана да заузме престоницу.

## Битка

### Припреме за јуриш
Током два месеца од претходног напада, Азијатска дивизија је готово удвостручена (на 1.460 људи) и делимично реорганизована; имала је 12 митраљеза и 4 топа. Међу монголским становништвом кружиле су гласине да Унгерн формира велику монголску војску од чак 5.000 људи, што је постало познато кинеској команди, која током целе окупације није извршила никакве радове на утврђивању и није могла да провери тачност ових информација због недостатка организоване обавештајне службе.
За нови јуриш, пуковник Дубовик је израдио детаљан план за заузимање града, који су одобрили највиши официри дивизије и у детаље пренели вишем и нижем командном кадру.
Дана 26. јануара 1921. године, два извиђачка одреда од 500 и 200 људи послата су на север и југозапад од Урге. Они су елиминисали претњу контранапада са позадине и запленили оружје, опрему и коњске стада Кинеза који нису прихватили борбу.
Дана 29. јануара, „важан лама“ стигао је из престонице код Унгерна у долину У-Булан (југоисточно од Урге), доневши му хадак писмо од Богдо-гећена са благословом за протеривање Кинеза из Монголије. Лама је усмено пренео Унгерну план за претходно ослобађање Богдо Кана из кућног притвора у његовој резиденцији.
| Војне јединице     | Азијатска коњичка дивизија | Кинески гарнизон |
| ------------------ | --- | --- |
| Пешадија и коњица  | 1. татарски коњички пук (јесаул Парыгин) — 350 људи. 2. коњички пук (јесаул Хоботов) — 300 људи. Монголска дивизија — 180 људи. Чахарска дивизија (Фаунд-гун) — 180 људи. Посебна (бурјатско-тибетанска) дивизија (корнет Тубанов) — 170 људи. Јапанска коњичка чета — 40 људи. | 3 пешадијска пука од 9 чета — 4.000 људи (ген. Џанг Ђингхуи) Коњичка дивизија (генерал Мен Бингјуе, 门炳岳) — 2.900 људи. |
| Митраљези и топови | Артиљеријска дивизија (капетан Дмитријев) — 4 топа Митраљеска посада (капетан Евфарицки) — 12 митраљеза | 3 батерије по 6 топова — 18 топова 3 митраљеске чете — 72 митраљеза                                                       |

### Јуриш на Ургу
Поподне 1. фебруара 1921. године, главне снаге дивизије под командом генерала Резухина стигле су до клисуре Мадачан и увече потиснуле Кинезе са брда код села Нижњи Мадачан између планина Богдо-ула и Бајанзурх. Јесаул Хоботов је истерао Кинезе из касарни Хужир-Булан.
Рано ујутру 2. фебруара, стотина потпоручника Пљасунова заобишла је кинеску батерију на југоисточном паду Богдо-уле са севера и отворила ватру на њу, што је приморало Кинезе да напусте положаје и ослободе село Велики Мадачан, које је потом јуришао Резухин. Током ових борби, одред Унгерна, претходно уништивши кинеске страже на Богдо-ули, кренуо је дуж реке Туул до палате у којој је Богдо-гећен био у притвору, разбио кинеске стражаре, ослободио Богдо-гећена и његову супругу и одвео их у манастир Манџушри истим путем, преко превоја на планини Богдо-ула који су држали Унгерновци. Вест о овом ослобођењу снажно је деморалисала кинески гарнизон.
У ноћи 4. фебруара, Резухин је прешао реку Туул и, елиминисавши страже, у 5.30 ујутру извршио јуриш на кинеске касарне источно од града. Искористивши потпуну неспремност Кинеза за напад, Резухинових 900 коњаника завршило је заузимање касарни до свитања. Након тога, Резухин се упутио ка кинеској четврти (Мајмачен), док су јесаули Хоботов и Архипов кренули ка монголским касарнама јужно од града, заузели их и ушли у Ургу. Пробивши капије утврђеног кварта, Резухинови пукови кренули су у напад и уличним борбама поразили трохиљадни гарнизон Мајмачена, претрпевши релативно тешке губитке; већина гарнизона је побегла, а око 500 људи је заробљено. Кинези који су остали у граду, и војни и већина цивила, побегли су главом без обзира. У 14 часова, Унгерн је са пратњом пројахао улицама Урге, чиме је окончан јуриш.
Повлачење Кинеза имало је паничан карактер; на пример, почетак друма који води из Урге ка Троицкосавску, којим су Кинези бежали, био је посут одећом, обућом и храном. Петог фебруара, генерал Резухин, на челу 1. татарског пука и Чахара, кренуо је у потеру за дезертерима. Повлачење трупа имало је за циљ улазак у Манџурију преко Трансбајкалије, али је совјетска влада дозволила улаз само Чен Јију и његовој пратњи.

## Последице
Независност Спољне Монголије је обновљена; власт Богдо Кана је враћена, а монголска влада поново формирана. Неколико времена, стварни владар града био је Унгерн; његови подређени су организовали „чистку“ руске колоније у Урги од „присталица бољшевика“.
Азијатска дивизија је значајно попуњена захваљујући руским колонистима у Урги и заплењеним богатим трофејима: 16 топова, 60 митраљеза, 5.000 пушака и 500.000 метака; такође је добила и полазну тачку за офанзиву против Црвеном армијом окупиране Бурјатије. Лични углед Унгерна међу монголским становништвом знатно је порастао. Богдо Кан је Унгерну доделио титулу Дархан-хошој-чин-ван у рангу кана; многи од баронових подређених добили су положаје монголских кнежева. Ипак, Унгерн није постао ни диктатор ни кан Монголије: деловао је уз сагласност монарха, није се мешао у управу земље; добио је само монголску титулу, али не и земљишни посед и одговарајућу власт.